# Oi! (gênero musical)
Oi! é o nome popular do gênero musical streetpunk, uma variação do punk rock que surgiu no final dos anos 70 no Reino Unido com bandas como o Sham 69, Cockney Rejects, Cock Sparrer, The 4-Skins e outras.
É o punk rock com influência das subculturas bootboy (hooligan) e skinhead, apreciado principalmente por punks e skinheads. O streetpunk/Oi! nasceu entre os jovens dos subúrbios londrinos. Era a música que segundo Bushell, pai do termo Oi!, unia "punks, skins e toda a juventude sem futuro".[carece de fontes?]

## História
O termo Oi! foi originado no início da década de 1980 pelo jornalista britânico Garry Bushell para designar o streetpunk, termo esse retirado da música dos Cockney Rejects "Oi! Oi! Oi!". Porém, a subcultura já existia no final dos anos 70, liderada por diversas bandas. A palavra oi! na gíria cockney, tem o mesmo significado da saudação oi! em português.
O streetpunk/Oi! foi associado ao fascismo e ao neonazismo, pois skinheads neonazistas ouviam esse tipo de som, iam aos shows e existiam bandas como os Skrewdriver e Skulhead assumidamente NS. Porém, várias bandas iniciais do estilo como Cockney Rejects, Sham 69, Angelic Upstarts, The Burial, The Oppressed, The Redskins entre outras, se declararam publicamente contra essa associação. Jeff Turner, vocalista do Cockney Rejects, em sua autobiografia, descreve um incidente em que os membros da banda e seus roadies se envolveram em uma briga contra membros do British Movement Party num dos primeiros shows do Cockney Rejects. O Sham 69 parou durante um tempo de tocar ao vivo, depois que um concerto em 1978 no Middlesex Polytechnic foi interrompido por white powers simpatizantes do British National Front que quebraram o palco. Com o passar do tempo, os skinheads neonazistas se ligaram mais ao RAC do que ao streetpunk/Oi!.

### Oi! no Brasil
O Oi! chegou ao Brasil através de colecionadores de música, zineiros (editores de revistas underground) e pelo contato com os integrantes das bandas brasileiras com o público estrangeiro - que entre as décadas de 70 e 80 estava no ápice da explosão Oi!-skinhead. Nesta época, várias bandas cult brasileiras foram influenciadas pela subcultura skinhead e música Oi!, inclusive com integrantes skins, tais como: Paralamas do Sucesso, Legião Urbana, Detrito Federal e Plebe Rude.
O cenário punk brasileiro era dividido por gangues territorialistas, e foi neste meio que surgiram as primeiras dissidências musicais e ideológicas influenciadas pela nova onda Oi!. Estes novos punks se denominaram Carecas (em alusão aos Skinheads) e tiveram como bandas expoentes os Garotos Podres, Vírus 27, Dose Brutal, Histeria Oi!, Neuróticos e Desordeiros (RJ); e com certa influência: Submundo (futuramente Garotos Podres), Hino Mortal e Fogo Cruzado.
Neuróticos (formada por integrantes da banda punk rock Inocentes) e Dose Brutal foram praticamente as primeiras bandas streetpunk/Oi! do Brasil. Com destaque por suas participações no festival punk O Começo do Fim do Mundo em São Paulo, que foi registrada com as músicas "Faces da Morte" do Dose Brutal e "Careca" do Neuróticos, no álbum gravado nesse festival.
Não demorou para estes Carecas vindos das gangues punks se apropriarem do termo e gênero Oi!, já que os punks mais libertários se distanciaram alinhando-se ao anarcopunk - em crescimento no momento. O Oi! no Brasil se distinguia do Punk Rock pelos grupos de extrema-direita que se apropriaram do Oi!, dando a entender que o gênero tinha aproximação com pensamentos patrióticos, antidrogas e tradicionalistas. Pensamento errôneo, pois as bandas fundadoras do gênero já se declaravam contra essas ideologias. Jimmy Pursey(da banda Sam 69) foi um skinhead tradicional, e se empolgou ao ver uma nova geração de skins surgindo. Mas o que ele não esperava era que, ao contrário dos skins originais do final dos anos 60, parte da nova geração estava envolvida com a direita conservadora. Isso gerou a ideia falsa de que o Oi! carrega ideologias nacionalistas e patrióticas. Tal divisão ficou evidente nas ruas do Brasil, com violência de ambos os lados.
No final dos anos 80 e início de 90, nova divisão aconteceu, desta vez entre os Carecas. Com a propagação do nazismo no meio skinhead europeu e americano, não tardou para chegar à América do Sul e influenciar alguns Carecas brasileiros - lembrando que os Carecas da região do ABC de São Paulo já estavam engajados politicamente, alinhados ao integralismo brasileiro. Estes dissidentes renegaram a denominação Careca e formaram novas gangues e bandas com alinhamento White Power, gerando ainda mais confrontos. As primeiras bandas NS/WP foram: Locomotiva e posteriormente Brigada NS.

## Álbuns importantes do gênero no Brasil
- Oi! The Album (1980)
- Strength Thru Oi! (1981)
- Carry On Oi! (1981)
- Oi! Oi! That's Yer Lot (1982)
- Son Of Oi! (1983)
- The Oi! Of Sex (1984)
- The U.S. Of Oi! (1988)
- Oi! It's a World League! (1992)
- The Best Of Oi! (1997)
- Lords Of Oi! (1997)
- British Oi! Working Class Anthems (2000)
- Oi! Chartbusters Vol. 1 (2000)
- Oi! Chartbusters vol. 2 (2000)
- Addicted to Oi! (2001)
- Oi! Chartbusters vol. 3 (2002)

## Bandas Introdutórias

### Europa
- Reino Unido: Sham 69, Cockney Rejects, Cock Sparrer, The Business, Angelic Upstarts, Skrewdriver, The Redskins, Gonads, Menace, Blitz, Demob, A.B.H., Anti Establishment, Close Shave, Attak, Barbed Wire, Blood, Crack, Criminal Class, Crux, 4-Skins, Abrasive Wheels, The Burial, Section 5, Major Accident, Last Resort, Peter and The Test Tube Babies, The Oppressed, Partisans, Condemned 84, Ejected, Toy Dolls, London Branch, Die Hards, Red Alert, Combat 84, Indecent Exposure, Five O, Guttersnipes, Infa Riot, Intensive Care, Vicious Rumours, Anti Social, Prole, Skin Deep, Slaughter & The Dogs, Splodgenessabounds, Warriors, Subculture, Barney & The Rubbles, Strike, Oi! The Comrade, Oi! The Choir, JJ All Stars, Postmen, Above the Ruins, Chron Gen, Oi Polloi e Terrible Twins.
- Portugal: Guarda de Ferro, LusitanOi!, facção opposta
- Espanha: Decibélios, Kortatu, Conemrad, Generación Violenta, Klan, Cicatriz, Escorbuto Crónico, Los Desechables, La UVI, Basura e Codigo Neurotico,
- Itália: Nabat, Dioxina, Rip Off, Rough, Hope & Glory, Plastic Surgery, Peggior Amico, Intolleranza, Verde Bianco Rosso, Power Skins e Klasse Kriminale.
- Alemanha: Böhse Onkelz (a mais famosa delas), Herbärds, Razzia, SpringtOifel, Daily Terror, Die Allierten, Vortex, Stosstrupt, Endstufe, Beck’s Pistols, Body Checks, Vandalen, Kahlkopf, Boots & Braces, The Idiots e Kraft durch Froide (mais conhecida como KDF). A segunda geração (84 - 87) foi formada basicamente por bandas como: Kruppstahl (Augsburg), Voll die Guten (Oberhausen), Sturmtrupp  (Neuburg), Commando Pernod (Hamburg), Nahkampf (Bremen), Noie Werte (Stuttgart), Störkraft, Brutale Haie, Kraftschlag, Radikahl, Saccara, Werwolf e Wotan.
- França: Reich Orgasm, Komintern Sect, L'Infanterie Sauvage (posteriormente Totenkopf e Legion 88), Kidnap, Camera Silens, Snix, Tolbiac's Toads, Trotskids, R.A.S., Warrior Kids, Evil Skins, West Side Boys, Armed Suspect, Swingo Porkies, P38, Taxidriver, Cortege, Le Souris Deglingue, No Class, Kohorte IDF, Collabos, Brutal Combat, Bunker 84, Skinkorps, Wunderbach, Nouvelle Croisade, Lanterne Rouge, Alto Palo e Drei Oklok.
- Polônia: BTM, Ramzes & The Hooligans e Baranki Boze.
- Bélgica: The Pride, Fight Action, Justice e Headcase.
- Países Baixos/Holanda: Arnhems Glorie (1983) e Evil Conduct (1985).
- Suécia: KD-Skins, Ultima Thule, Agent Bulldogg, Dirlewanger, No Agony e Vit Aggression.
- Finlândia: Mistreat.

### América do Norte
- Estados Unidos: Primeiramente propagado pelas tradicionais cenas Punk e Hardcore americanas justamente pela associação da subcultura skinhead, tais como: Negative Approach (Detroit), Youth Brigade (LA), Agnostic Front (NY), The Stimulators/Cro-Mags (NY), Cause for Alarm (NY), Murphys Law (NY), Negative-FX/Last Rights/Slapshot (Boston) e The Effigies (Chicago). As primeiras bandas notadamente Oi! são: Anti-Heros, Forced Reality, Iron Cross, The Press, U.S. Chaos, Doc Marten, Bootboys e Bully Boys. A segunda geração foi formada por The Bruisers, Best Defense, YDL, Allegiance, Niblick Henbane, New Glory, Kicker Boys, Moonstomp, The Uprise, Those Unknown, Arresting Officers, Youngland, Youngblood, Rogues e The Wretched Ones.

### América do Sul
- Brasil: Dose Brutal, Garotos Podres, Vírus 27, Histeria Oi!, Neuróticos e Tropa Suicida. A segunda geração foi formada por Central do Brasil (RJ/Niterói), Bandeira de Combate (BA/SP - ABC),Bota Gasta (ABC/SP), Combatentes (SP - Capital), Patriotas (SP - Capital), KAV OI (SP - Capital), Puro Impacto (SP - Capital), Locomotiva (SP), Sindicato Oi (SP), Ketamina (SP), Contra-Ataque (RS), Corrosão (RS), Carbonário (MS), Classe Oi!perária (SP).
- Argentina: Comando Suicida.
- Chile: Ocho Bolas.
- Colômbia: Sociedad Violenta.

## Influência em outros gêneros musicais
- Influência no Hardcore punk: Diversas bandas agregaram ao Oi! a velocidade do Hardcore, resultando uma sonoridade mais agressiva. Algumas bandas são: Exploited, One Way System, Riot Squad, Defiance, Olho Seco, Kaos 64 e Desordeiros. O Oi! é a base ideológica do hardcore novaiorquino: Verbal Abuse, Agnostic Front, Murphy's Law, Warzone, The Casualties, Sick Of It All, Cro-Mags, Madball, Biohazard, Youth Defense League, Skarhead, 25 Ta Life e Cause for Alarm.
- Influência no EBM: Até mesmo alguns segmentos da música eletrônica foram influenciados pelo Oi!. Tal influência se desenvolveu no chamado Anhalt EBM, as bandas que mais demonstram tal influência são Container 90, Judge:Dred, ADAC8286, UMM e TWAT.
- Influência no Viking Rock: Ultima Thule, Midgårds Söner, Völund Smed, Väringarna, Thrudvang, Mjölner, Blood Red Eagle, Donars Groll, Enhärjarna, Glittertind, Karolinerna, Hel, Heroes, Kraftheim, entre outras.